# OVS형
OVS형(Object–verb–subject)은 목적어-동사-주어 순서를 취하는 어순의 하나이다. 히슈카랴나어 등 극소수 남미 언어에서 관측된 바 있다.

## 같이 보기
- 어순
- SOV형
- SVO형
- VSO형
- VOS형
- OSV형